# Потапово (Буйский район)
Потапово — деревня в Буйском районе Костромской области России. Входит в состав Центрального сельского поселения. Фактически урочище.

## География
Деревня находится в западной части Костромской области, в подзоне южной тайги, в пределах Галичско-Чухломской возвышенности, у реки Тиновка.

#### Географическое положение
Расстояние до:
- Ушаково — 2 км.
- Елегино — 3 км.
- районного центра: Буй : (31 км.)
- областного центра: Кострома (117 км.)
- столицы: Москва (409 км.)
- аэропорта: Сокеркино (113 км.)

### Климат
Климат характеризуется как умеренно континентальный, с продолжительной холодной многоснежной зимой и коротким сравнительно тёплым летом. Среднегодовая температура воздуха — 2,6 °C. Средняя температура воздуха самого холодного месяца (января) — −12 °C (абсолютный минимум — −46 °C); самого тёплого месяца (июля) — 18,2 °C (абсолютный максимум — 35 °С). Безморозный период длится около 112—115 дней. Продолжительность периода активной вегетации растений (выше 10 °C) составляет примерно 125 дней. Годовое количество атмосферных осадков — 610 мм, из которых 424 мм выпадает в период с апреля по октябрь. Снежный покров держится в течение 150—160 дней.

## Население
| 2008 | 2010 | 2014 |
| ---- | ---- | ---- |
| 0    | →0   | →0   |

## Инфраструктура
Было личное подсобное хозяйство с зоной сельскохозяйственного использования, индивидуальная застройка усадебного типа.

## Транспорт
Является конечным населённым пунктом на автодороге Елегино — Ушаково — Потапово.